# Estero de Cartagena
Estero de Cartagena är ett vattendrag i Chile.   Det ligger i regionen Región de Valparaíso, i den södra delen av landet, 90 km väster om huvudstaden Santiago de Chile.
Trakten runt Estero de Cartagena består i huvudsak av gräsmarker. Runt Estero de Cartagena är det ganska tätbefolkat, med 230 invånare per kvadratkilometer.